# The Gnome
«The Gnome» és un tema del grup britànic de rock progressiu Pink Floyd. La cançó fou escrita per Syd Barrett, és precedida d'«Interstellar Overdrive» i apareix a l'àlbum The Piper at the Gates of Dawn. En la versió original van participar Syd Barrett (veu i guitarra), Roger Waters (baix), Richard Wright (piano) i Nick Mason (percussió).
La cançó narra la història d'una túnica escarlata que portava un gnom anomenat Grimble Gromble. La lletra aparentment «va sortir de la part superior [del cap de Barrett]» com una mena de cançó d'infants. La cançó s'inspira en la ficció de J. R. R. Tolkien i el seu personatge de Tom Bombadil.
L'actor britànic Nigel Planer va enregistrar una versió d'aquesta cançó amb el nom de Neil i la van incloure en el seu àlbum homònim Neil.